# Gabriele Basilico
Gabriele Basilico (Milão, 12 de agosto de 1944 — ibidem, 13 de fevereiro de 2013) foi um fotógrafo italiano que adquiriu notoriedade internacional como fotógrafo de arquitectura e da cidade.

## Biografia
Gabriele Basilico estudou arquitectura na escola politécnica de Milão, tendo-se diplomado em 1973.
A sua obra fotográfica tornou-o reconhecido como um dos maiores fotógrafos documentais contemporâneos, designadamente pelas suas pesquisas sobre a paisagem urbana contemporânea, área a que se dedicou a par da fotografia de arquitectura. O trabalho dedicado à paisagem industrial milanesa, datado de 1982, granjeou-lhe notoriedade internacional.